# Miotacz Northovera

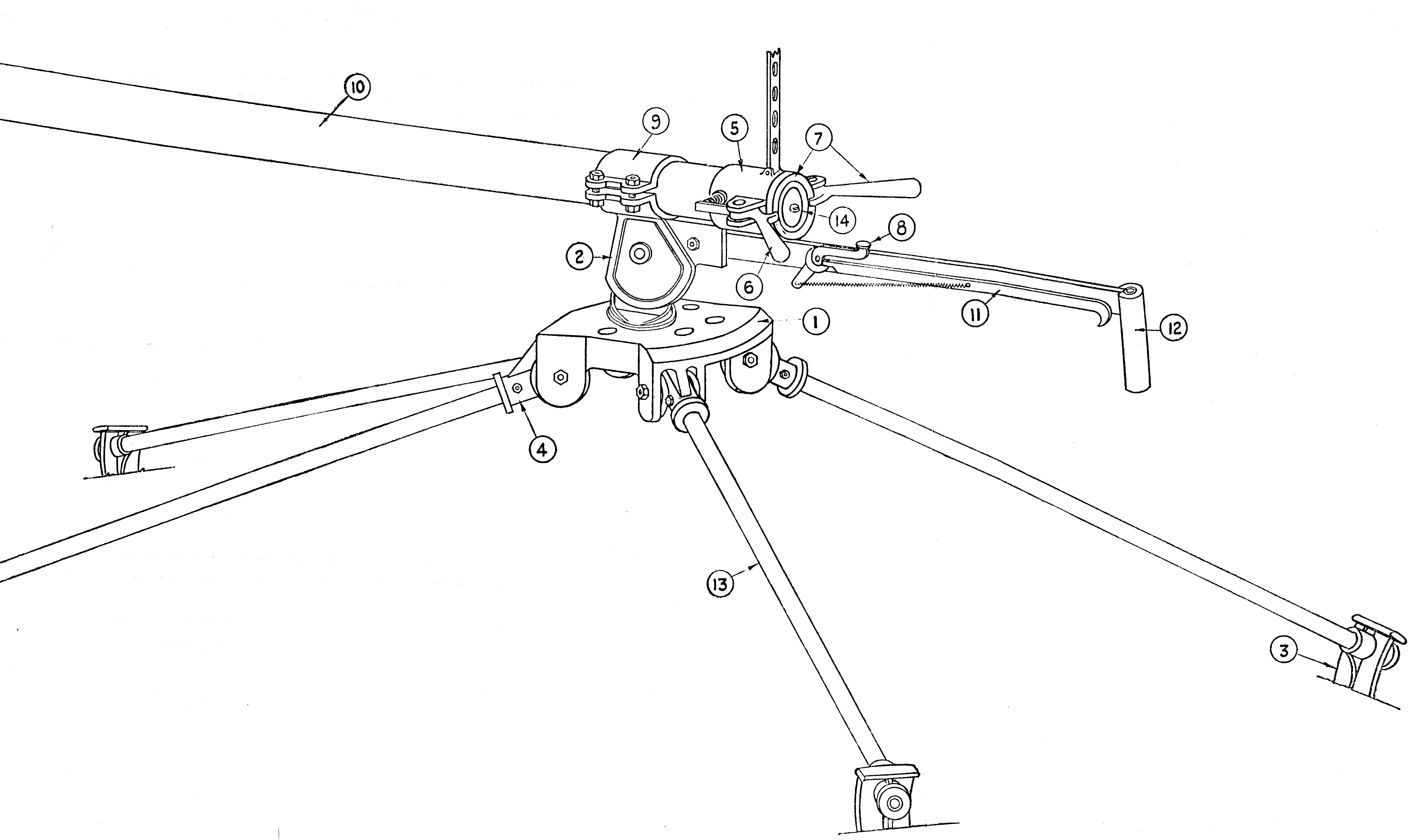
Schemat wyrzutni

Miotacz Northovera, oficjalnie Projector, 2.5 inch – prowizoryczny brytyjski granatnik wykorzystywany przez Home Guard. Opracowany przez Alfreda Beatty’ego, nazwę otrzymał na cześć majora Home Guard Harry’ego Northovera, który pomógł dopracować konstrukcję.

## Historia
Prototyp miotacza zaprezentowano 3 lipca 1940 roku, miesiąc po ewakuacji z Dunkierki, gdzie brytyjskie wojska lądowe utraciły większość broni przeciwpancernej, a 28 lipca zorganizowano pierwsze próby poligonowe. Do końca stycznia 1941 roku na stanie Home Guard znalazło się 647 miotaczy, a do marca – 1800 sztuk. Do maja 1944 roku Home Guard otrzymała 19 859 miotaczy.

## Opis konstrukcji
Była to nieskomplikowana konstrukcyjnie broń gładkolufowa kalibru 63,5 milimetra (2,5 cala) z prostym zamkiem. W pierwszej wersji miotacz osadzano na podstawie czworonożnej (masa całkowita broni 33,5 kilograma), w opracowanej później wersji Mk.II ze zintegrowaną muszką – na trójnożnej (masa całkowita 36,7 kilograma). Obsadę stanowiły trzy osoby. Do wystrzału używano ładunków miotających zawierających 8,8 grama prochu czarnego, mających tę wadę, że chmura dymu powstająca przy strzale wskazywała przeciwnikowi stanowisko miotacza.
Podstawową amunicją były granaty fosforowe No. 76 Special Incendiary Grenade. Mimo że w miotaczu stosowano wersję ze wzmocnionym korpusem, wciąż zdarzało się, że granat pękał w lufie i stwarzał w ten sposób zagrożenie dla życia obsługi. Później wprowadzono więc do użytku granaty obronne No. 36M i przeciwpancerne No. 68, a dzięki rozszerzeniu wachlarza stosowanej amunicji miotacz Northovera mógł zacząć odgrywać rolę broni wsparcia piechoty. Pracowano także nad zwiększeniem szybkostrzelności. W tym celu powstała wersja dwulufowa i wersja z magazynkiem na pięć granatów.
Proste przyrządy celownicze można było ustawić do strzału na określone odległości: 46, 67, 91, 114, 137, 160 i 183 metry, celność broni była jednak niska. Aby zwiększyć mobilność miotacza, instalowano go (również prowizorycznie) na różnych podwoziach, na przykład na wózkach holowanych przez samochody. W końcowym okresie wojny, ze względu na niewystarczające możliwości miotacza w zakresie zwalczania pojazdów opancerzonych, broń tę przeklasyfikowano na broń zadymiającą.
Wycofywanie miotacza ze służby w Home Guard rozpoczęło się 20 marca 1944 roku.